# 上半田川町
上半田川町（かみはだがわちょう）は、愛知県瀬戸市品野連区の町名。丁番を持たない単独町名である。

## 地理
- 瀬戸市の北東端に位置する[8]。西を北丘町・下半田川町、北を岐阜県多治見市笠原町、東を岐阜県土岐市鶴里町、南を片草町・白岩町・上品野町・広之田町と隣接している[8]。
- 蛇ケ洞川沿いに東西に延びた山間の集落[8]。妻の神・山の神・辻地蔵・弁天・不動・観音像などの神仏も多く、尾張地方には珍しい道祖神信仰も見られる[8]。

### 河川
- 蛇ケ洞川 ： 町を東西に貫くように川があり、西に向かって流れている。町の北西端の下半田川町境に蛇ケ洞貯水池がある[8]。
- 竃ケ洞川（蛇ケ洞川支流） ： 町の東部を南流し、蛇ケ洞川に注ぎ込んでいる。
- 縄洞川（蛇ケ洞川支流） ： 町の中央部を南流し、蛇ケ洞川に注ぎ込んでいる。
- 大石本川（蛇ケ洞川支流） ：町の中央部を南流し、蛇ケ洞川に注ぎ込んでいる。
- 若宮洞川（蛇ケ洞川支流） ： 町の西部を南流し、蛇ケ洞川に注ぎ込んでいる。

### 学区
市立小・中学校に通う場合、学区は以下の通りとなる。また、公立高等学校普通科に通う場合の学区は以下の通りとなる。
| 番・番地等 | 小学校               | 中学校             | 高等学校 |
| ---------- | -------------------- | ------------------ | -------- |
| 全域       | 瀬戸市立品野台小学校 | 瀬戸市立品野中学校 | 尾張学区 |

## 歴史

### 町名の由来
蛇が淵の大蛇を射た血が、3日3晩花柄のように流れ花川と呼ぶようになったという花川伝説に由来し、花川が転じて半田川となったという。その半田川（蛇ケ洞川）の上流域に位置するところから、上半田川町と付けられたと推察される。

### 沿革
この項では、上半田川の地名の変遷についても述べる。
- 戦国時代には、尾張国春日部郡半田川・はた川として文献に名を残す[注釈 1][12]。
- 江戸時代には、尾張国春日井郡の尾張藩領水野代官所支配の上半田川村となる[11]。
- 1880年（明治13年）2月5日 - 春日井郡が東西に分割され、東春日井郡上半田川村となる[11][13]。
- 1889年（明治22年）10月1日 - 市制・町村制施行の際、上半田川村が上品野村に編入され、上品野村大字上半田川となる[注釈 2][11][14]。
- 1906年（明治39年）7月16日 - 上品野村が下品野村・掛川村と合併して品野村となり、品野村大字上半田川となる[15][14]。
- 1924年（大正13年）1月1日 - 品野村が町制施行し、品野町大字上半田川となる[15]。
- 1959年（昭和34年）4月1日 - 品野町が瀬戸市に編入され、瀬戸市大字上半田川となる[15][14]。
- 1964年（昭和39年）10月1日 - 瀬戸市大字上半田川の全域により、同市上半田川町として成立[2]。同大字は、同日をもって廃止となる[11]。

## 世帯数と人口
2024年（令和6年）2月1日現在の世帯数と人口は以下の通りである。
| 町丁       | 世帯数 | 人口  |
| ---------- | ------ | ----- |
| 上半田川町 | 95世帯 | 180人 |

### 人口の変遷
国勢調査による人口の推移
| 1995年（平成7年）  | 380人 | [ 16 ] |  |
| 2000年（平成12年） | 343人 | [ 17 ] |  |
| 2005年（平成17年） | 321人 | [ 18 ] |  |
| 2010年（平成22年） | 260人 | [ 19 ] |  |
| 2015年（平成27年） | 242人 | [ 20 ] |  |
| 2020年（令和2年）  | 207人 | [ 21 ] |  |

### 世帯数の変遷
国勢調査による世帯数の推移。
| 1995年（平成7年）  | 138世帯 | [ 16 ] |  |
| 2000年（平成12年） | 121世帯 | [ 17 ] |  |
| 2005年（平成17年） | 141世帯 | [ 18 ] |  |
| 2010年（平成22年） | 104世帯 | [ 19 ] |  |
| 2015年（平成27年） | 81世帯  | [ 20 ] |  |
| 2020年（令和2年）  | 114世帯 | [ 21 ] |  |

## 交通

### 鉄道
町内に鉄道は走っていない。最寄り駅は名鉄瀬戸線尾張瀬戸駅になる。

### バス
瀬戸市コミュニティバス「上半田川線」
- 道の駅瀬戸しなの - バロー品野店 - しなのバスセンター - 上半田川転回場 系統 ： 西新田バス停・寺前橋バス停・中平橋バス停・上半田川町集荷場バス停・榎戸バス停・上半田川転回場バス停[注釈 3]

### 道路
- 東海環状自動車道 ： 町の東部を南北に通っている[注釈 4]。
- 国道248号[8] ： 町の西部を南北に通っている。
- 愛知県道208号上半田川名古屋線 ： 町の中央部を起点に東西に通っている。

## 施設
- 金峯神社[8] ： 創建、由緒ともに不明。祭神は安閑天皇。1907年（明治40年）10月26日神饌幣帛料供進社に指定された。1919年（大正7年）より、同村にある社白山社の祭神伊弉諾尊、伊弉那美尊を合わせて祀っている[22]。
- 吉祥寺[8] ： 曹洞宗。本尊は行基作毘沙門天。開創は1630年（寛永7年）に吉祥庵がおこされた事に始まり、1841年（天保11年）雲興寺34世瑞応慧琳によって再興開山された[23]。
- 上川養鱒場 ： 設立50周年を迎えた上川漁業生産組合が運営するマス料理専門店。自分で釣りあげたマスをその場で調理してくれる[24]。

## その他

### 日本郵便
- 郵便番号 : 480-1211[6]（集配局：瀬戸郵便局[25]）。